# 43zla
43zla je srpska hip hop grupa iz beogradskog naselja Kotež. Grupu su najpre osnovali Timbe i Ajs Nigrutin (članovi grupe Bad Copy). U početku su snimili par singlova kao što su 1,2 akcija, Kontrabas i De je kesa.
Kasnije se još četiri poznata hip hopera Bvana, Mikri Maus, Moskri i Eufrat priključuju grupi.

## Poreklo imena
43 je autobuska linija koja saobraća na relaciji Trg republike - Kotež. Ime grupe ima dvostruko značenje. Prvo kao što piše 43 zla i drugo, čita se "četr'es't rizla" odnosno 40 rizla (papir za motanje duvana).

## Discografija
- Sve Same Barabe vol.1 (2004)

## Spoljašnje veze
- Zvanična veb prezentacija MC Bdat Džutim www.timbe.co.cc